# Nederlandse Triage Standaard
De Nederlandse Triage Standaard (NTS) is een Nederlandse methodiek waarmee professionele zorgverleners ondersteund worden in het snel en doeltreffend bepalen van de urgentie en juiste medische vervolgactie. Voorbeelden van toepassing zijn de triage van binnenkomende noodoproepen op de Meldkamer Ambulancezorg en de meldkamers van de huisartsenposten. Ook spoedeisende hulp-afdelingen van ziekenhuizen maken steeds vaker gebruik van deze standaard. Andere in Nederland toegepaste methoden van triage zijn bijvoorbeeld het Manchester Triage System (MTS) en de Emergency Severity Index (ESI). 

## Bepalen van toestandsbeeld
De eerste taak van de triagist of centralist is het bepalen van het toestandsbeeld; hoe is deze patiënt er op dit moment aan toe? Daartoe wordt er gewerkt in de volgende stappen:
1. Zijn er aanwijzingen voor ABCD-instabiliteit? Is er sprake van een reanimatietoestand?
2. Wat is de ingangsklacht van de patiënt (bijvoorbeeld pijn op de borst of kortademigheid)?
3. Hoe is de patiënt er nu aan toe? Bijvoorbeeld bij kortademigheid; kan de patiënt de trap oplopen? Of is hij zo benauwd dat hij geen enkel woord meer kan spreken? Hoe snel is dit ontstaan?

## Bepalen van de urgentie
De tweede taak van de triagist of centralist is het beargumenteerd komen tot een urgentie. Het NTS ondersteunt daarbij door triagecriteria te beschrijven. De triagist kan de urgentie overnemen, of zelf aanpassen aan de hand van alarmsignalen en context. Het is dan ook een belangrijk onderdeel van de taak om in te schatten wanneer iets spoedeisender of juist minder spoedeisend is dan het systeem suggereert. Dat vergt een gedegen medische kennis en ervaring. Triagesystemen zijn daarom alleen toe te passen door specifiek daarvoor opgeleide professionals.
Het is daarbij belangrijk om te realiseren dat triage niet gaat over het stellen van diagnosen, maar over het inschatten of nu spoedzorg noodzakelijk is.
| U  | Betekenis                     | Inzet zorg   | Voorbeelden (onder voorbehoud van context)                 |
| -- | ----------------------------- | ------------ | ---------------------------------------------------------- |
| U0 | Uitval ABCD, reanimatie       | Onmiddellijk | Ademstilstand, hartstilstand                               |
| U1 | Instabiele ABCD, levensgevaar | <15 min      | Massale bloeding, verdenking herseninfarct                 |
| U2 | Bedreiging ABCD, spoed        | <1 uur       | Acute koorts bij immuundeficiënte patiënt                  |
| U3 | Dringend, kans op schade      | <3 uur       | Hechten van niet-bloedende wond, corpus alienum in het oog |
| U4 | Niet dringend                 | <24 uur      | Ongecompliceerde urineweginfectie, pijnlijke enkel         |
| U5 | Geen spoedgeval, advies geven | Meestal geen | Vergeten medicatie, onschuldige koorts                     |

## Bepalen van de vervolgactie
Aan de hand van de bepaalde urgentie, wordt een vervolgbeleid opgesteld. Voorbeelden hiervan zijn:
- Inzet van een ambulance;
- Aansturen van een spoedvisite door een huisarts;
- Een afspraak inplannen op een huisartsenpost;
- Verwijzen naar een spoedeisende hulp of de eigen huisarts;
- Geruststellen en het geven van advies;
- Het geven van een medisch vangnet (wanneer en bij welke klachten moet de patiënt opnieuw contact opnemen?).